# Tylophora brevipes
Tylophora brevipes är en oleanderväxtart som först beskrevs av Turz., och fick sitt nu gällande namn av F. Villar. Tylophora brevipes ingår i släktet Tylophora och familjen oleanderväxter. Inga underarter finns listade i Catalogue of Life.